# John Wheeler (Politiker, 1823)

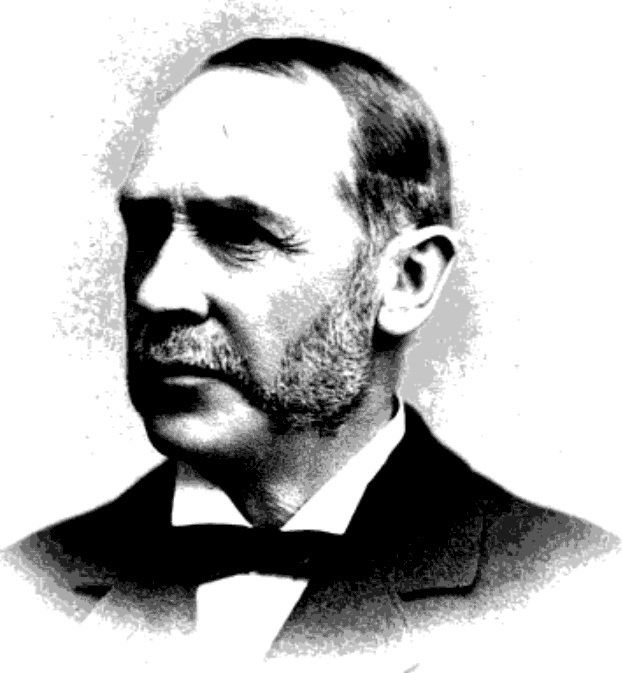
John Wheeler, 1879

John Wheeler (* 11. Februar 1823 in Humphreysville, Connecticut; † 1. April 1906 in New York City) war ein US-amerikanischer Politiker. Zwischen 1853 und 1857 vertrat er den Bundesstaat New York im US-Repräsentantenhaus.

## Werdegang
John Wheeler besuchte Gemeinschaftsschulen in Cheshire. 1843 zog er nach New York City, wo er mit seinem Vater in der Hotellerie tätig war. Dann arbeitete er als Büroangestellter (clerk) in einer Kurzwarenhandlung (dry goods store). Politisch gehörte er der Demokratischen Partei an. Bei den Kongresswahlen des Jahres 1852 wurde er im sechsten Wahlbezirk von New York in das US-Repräsentantenhaus in Washington, D.C. gewählt, wo er am 4. März 1853 die Nachfolge von James Brooks antrat. Nach einer erfolgreichen Wiederwahl verzichtete er im Jahr 1856 auf eine erneute Kandidatur und schied nach dem 3. März 1857 aus dem Kongress aus. Zwischen 1872 und 1880 war er als Kommissar und Präsident im Department of Taxes and Assessments in New York City tätig. Er war Mitglied im Board of Estimates and Apportionments und Commissioner of Accounts in New York City. Ferner war er ein Rechtsanwalt, praktizierte aber nicht. Er starb am 1. April 1906 in New York City und wurde auf dem Woodlawn Cemetery beigesetzt.